# Шкловский, Евгений Александрович
Евгений Александрович Шкловский (род. 21 октября 1954, Москва) — российский прозаик, литературный критик.

## Биография
Евгений Александрович Шкловский окончил филологический факультет (1977) и аспирантуру факультета журналистики по кафедре литературно-художественной критики (1983) Московского государственного университета им. М. В. Ломоносова. Кандидат филологических наук.
Работал в «Литературной газете» (1978-80), журнале «Литературное обозрение» (1983-90), издательстве «Культура» (1991-96), преподавал в Литературном институте имени А. М. Горького (1989-91). Член Союза писателей (с 1990), Союза журналистов (с 1989). С 1995 — сотрудник издательства «Новое литературное обозрение».
Печататься начал в 1977 г. Статьи и рецензии публиковались в «Комсомольской правде», «Литературной газете», «России», «Московских новостях», «Независимой газете», «Сегодня», «Общей газете» и др., журналах «Литературное обозрение», «Вопросы литературы», «Знамя», «Новый мир», «Октябрь», «Стрелец», «Открытая политика», «Литературная учёба», «Юность» и др., а также в различных сборниках.
Составитель литературно-критических сборников «Испытание правдой: Литература и перестройка» (М., 1990, на франц. яз.), «Взгляд» (Вып. 3, М., 1991), «Энциклопедии литературных героев: Русская литература второй половины XIX в.» (М., 1997) и др.
Автор литературно-критических книг «Проза молодых: герои, проблемы, конфликты» (1986), «Человек среди людей» (1987), «Грани гуманизма» (1989), «Лицом к человеку» (1989), «Варлам Шаламов» (1991).
Первый рассказ опубликован в журнале «Сельская молодёжь» (1989). Проза публиковалась в журналах «Дружба народов», «Звезда», «Знамя», «Мы», «Нева», «Новый мир», «Новое литературное обозрение», «Новый журнал», «Русский курьер», «29», альманахах «Сталкер», «Стрелец» и др. 
В прозе исследуются социально-психологические коллизии и экзистенциальные проблемы, показ драматизма человеческого бытия сочетается с мягкой иронией и гротеском. Финалы многих рассказов отмечены недоговоренностью, как бы фиксирующей открытость жизни, её многовариантность и приглашающей читателя к соразмышлению.
Переводился на английский (http://wordswithoutborders.org/article/babel-in-paris/), венгерский, итальянский, немецкий, французский, чешский языки.

## Книги прозы
- Испытания. Рассказы. М., Советский писатель, 1990
- Заложники. Рассказы. М., Культура, 1996
- Та страна. Рассказы. М., Новое литературное обозрение, 2000
- Фата-моргана. Рассказы, повесть. М., Новое литературное обозрение, 2004
- Аквариум. Роман, рассказы. М., Новое литературное обозрение, 2008
- Точка Омега. Рассказы, повесть.  М., Новое литературное обозрение, 2015
- Синдром неизвестности. Рассказы. М., Новое литературное обозрение, 2024